# Tóth Árpád sétány
A Tóth Árpád sétány Budapest I. kerületében, a Budai Várnegyed délnyugati oldalán, közvetlenül a várfal mellett húzódó, a Bástya sétány részét képező sétány. Mai nevét a közelben lakó Tóth Árpádról 1946-ban kapta. Korábbi nevei: gróf Bethlen István bástyasétány, Bástya sétány, Bastei Promenad.

## Fekvése
A Budai Várnegyed Attila út felé eső szélén, közvetlenül a támfalhoz simulva halad. Kiindulópontja és számozásának kezdete a Dísz térnél található – ám kezdetét a Fehérvári rondellától számítják – és a várfal tetején az Anjou bástyáig tart.

## Története

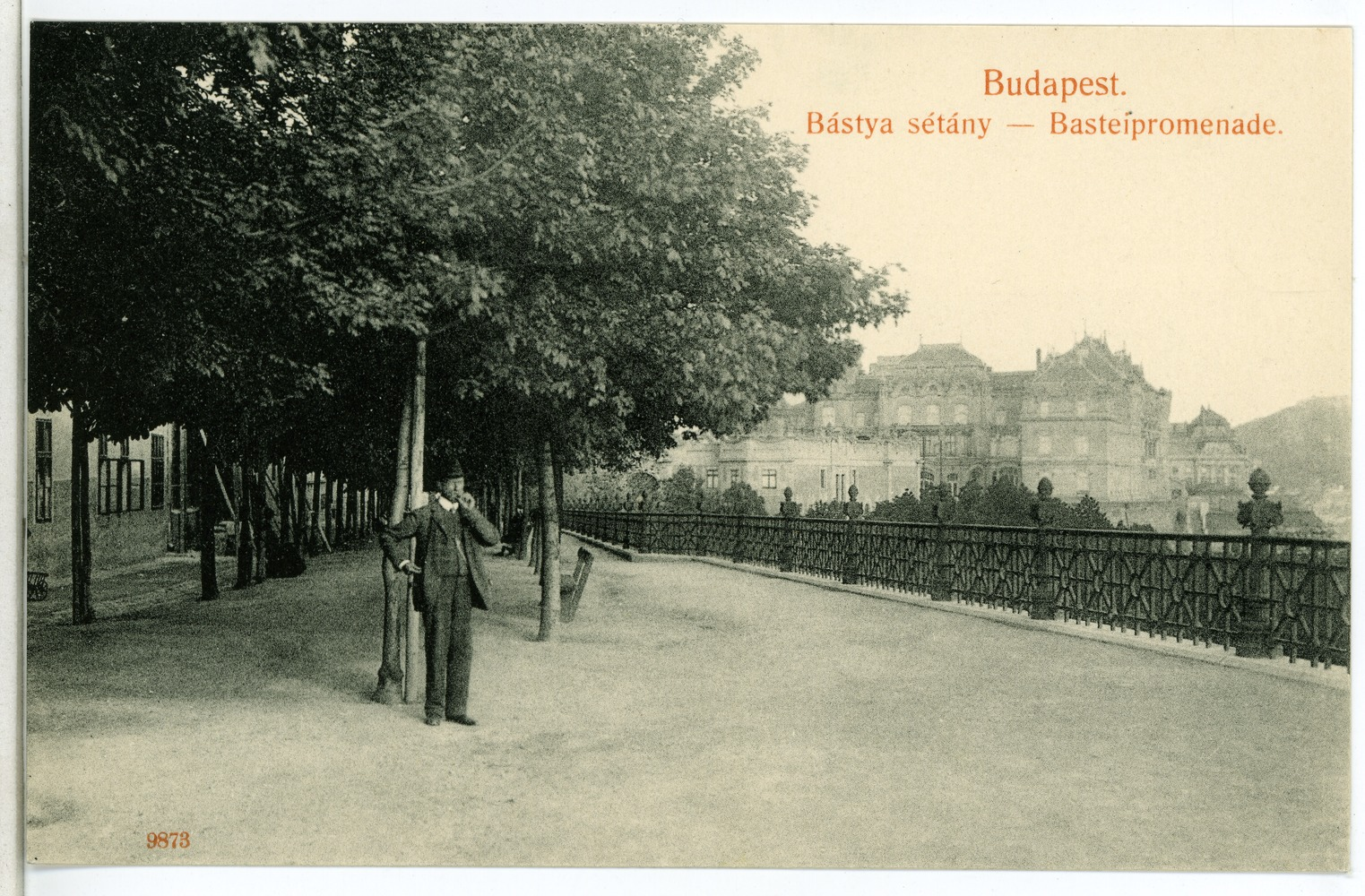
A sétány 1908-ban

A sétány helyén a középkorban egy keskeny, hadicélokat szolgáló sikátor húzódott. A törökök kiűzése után két évtizeddel, az akkor még romos várfal mentén, 1720-ban kettős fasort telepítettek, azaz az út mindkét oldalára egyet-egyet, elsőként a mai főváros területén. Miután a vár védelmi jelentősége csökkent, 1810 körül elkezdődött egy járható út kifejlődése. Buda visszafoglalásának 250. évfordulója alkalmából, 1934-36-ban alakították át sétánnyá és rendezték a nyugati szakasz környezetét. Mai formáját a második világháború pusztításait követő helyreállítási munkálatok során kapta 1966-70 között, Kecskésné Szabó Ildikó tervei alapján. Legutóbb 2005 és 2011 között újították fel. Ezen felújítás során két részletben, 2006-ban és 2009-ben a külső fasort egységesen japán díszcseresznye fákra cserélték, aminek a virágzása azóta önmagában is turistalátványossággá fejlődött.

## Jelentős szobrok
Középrészén található Petri Lajos Az erdélyi kettes huszárok hősi emlékműve című lovasszobra, középtájon Fürtös György Zsolnay-díszkútja (ismert még Ősforrás, illetve Ivókút néven is) volt 1973-tól 2008-ig, mikor eltűnt a helyéről. A Fehérvári rondellán áll Görgei Artúr tábornok lovasszobra, melynek eredetijét Vastagh György készítette és 1935-ben állították fel, a jelenlegi egy Marton László által készített másolat, amit 1998-ban helyeztek ide.